# Ростовцев, Игорь Кириллович
Игорь Кириллович Ростовцев (30.07.1933, Воронеж — 19.09.1995, Минск) — советский и белорусский учёный и конструктор в области вычислительной техники, лауреат Государственной премии СССР 1970 года.
Окончил Пензенский индустриальный институт по специальности «приборы точной механики» (1956). По распределению работал в Ереване.
С 1960 года на Минском заводе ЭВМ имени Г. К. Орджоникидзе (Минское производственное объединение вычислительной техники): ведущий инженер отдела госконтроля, зам. главного инженера, с 1964 г. главный инженер, с 1974 по 1981 г. генеральный директор.
В 1983—1986 гг. зам. главного инженера БЭМЗ.
С 1986 года работал на научно-производственном предприятии «Оптрон».
Кандидат технических наук (1976), тема диссертации «Разработка и исследование системы обеспечения надежности электронных вычислительных машин в условиях серийного производства». Область научных интересов: автоматизация проектирования средств вычислительной техники.
Участник создания ЭВМ семейства «Минск». Под его непосредственным руководством был запущен выпуск ЭВМ «Минск-2/22», «Минск-23», «Минск-32», ЕС-1020, ЕС-1022, ЕС-1035, ЕС-1060. Главный конструктор ЭВМ ЕС-1022.
Лауреат Государственной премии СССР 1970 года (в составе коллектива) — за создание семейства универсальных ЭВМ второго поколения типа «Минск» и освоение их серийного производства.